# 呉広 (明)
呉 広（ご こう、生年不詳 - 1601年）は、明代の軍人。本貫は広東省。

## 生涯
武生として従軍し、顕著な戦功を重ねた。福建南路参将となったが、事件に連座して罷免され帰郷した。万暦23年（1595年）、岑渓の瑤族が反乱を起こすと、呉広は総督の陳大科に召し出され総兵の童元鎮に従って反乱軍を討った。将士が少し後退すると、呉広は手ずから一兵士を斬って見せしめにし、反乱軍を破った。論功により、もとの官にもどされた。
万暦25年（1597年）、副総兵として劉綎に従って朝鮮で日本軍の侵攻を防いだ。水軍を率いて陳璘と協力し、多くの敵兵を捕斬した。万暦28年（1600年）2月、播州の楊応龍の乱に対する討伐軍が総督李化龍の下で八道に分かれて進軍することとなると、呉広は総兵官に抜擢され、一軍をもって合江に進出した。副将の曹希彬が一軍をもって永寧に進出し、呉広の統制を受けた。呉広は二郎壩に駐屯し、現地の勢力を招来させた。反乱軍の驍将である郭通緒が迎撃してくると、呉広は兵を率いて襲撃し敗走させた。陶洪・安村・羅村の3つの寨の土官が投降し、他部から帰順した者が数万に達したが、呉広はそのうち壮健な者を選抜して従軍させた。郭通緒が穿崖囤を押さえると、呉広は土官と漢人混成の軍を率いてこれを撃破した。劉綎と馬孔英がすでに播州の領域に入っても、呉広はなお二郎壩に駐屯したままであったため、李化龍は呉広に播州に赴くよう命じた。呉広は軍議して4哨に分かれて崖門に進攻することとし、別に永寧の女土官の奢世続らを派遣して少数民族の兵2000を率いさせ、桑木埡の諸要害を押さえて、糧道への攻撃を防がせた。呉広麾下の諸将は数囤を連破し、母猪塘に進軍して設営した。楊応龍は郭通緒に命じて関外の兵を全て動員して防がせた。呉広は砲手500を磨槍埡の外の南岡の下に伏せさせ、裨将の趙応科を派遣して反乱軍に挑戦させた。磨槍埡はふたつの山のあいだに挟まれた狭隘な土地で、郭通緒が槊を横たえて趙応科を攻撃すると、趙応科は偽って敗走した。郭通緒が追いかけて磨槍埡を出ると、伏兵に遭遇して砲撃を受けた。倒れた馬の上にほかの馬が折り重なり、伏兵が人馬の山を刺して斃すと、残余の反乱兵は敗走した。呉広の軍が追撃すると、関外の反乱兵は全て降伏し、呉広の軍は崖門に迫った。道はようやく1騎が通れるほどの小道で、反乱軍は1万人あまりを関から出して抗戦した。曹希彬は千金の懸賞を掛け、士に競って崖を登攀させ、第四関を占領した。関から出ていた反乱軍は自ら頭首の羅進恩を殺して、1万人あまりを率いて出頭し降伏した。第一関が降伏を拒否して抗戦していたため、呉広は夜間に素早く進軍して、第一関を奪った。このとき劉綎と馬孔英はすでに入関しており、李応祥と陳璘はまだ関外にいた。呉広は曹希彬の軍と合流して紅碗・水土崖・分水関で連戦していずれも勝利し、水牛塘に進軍して設営した。楊応龍は呉広の軍が孤軍で深入りしていることから、これを襲撃しようと、人を派遣して偽降させた。呉広はその偽りを察知して、守りを固めて待った。楊応龍は3万の兵を率いて呉広の陣営を直撃した。たまたま他将の来援があったため、反乱軍は撤退した。呉広は諸道の軍とともに海龍囤に迫った。楊応龍が薬をあおって自死したとの虚報が流れ、呉広はこれを信じた。まもなくその偽りを知ると、第二関を焼き討ちし、三山を奪い、反乱軍の糧道を絶たせた。陳璘とともに旋回して囤の後から登ると、楊応龍は自ら火を放って焼死した。その子の楊朝棟を捕らえ、楊応龍の遺体は烈火の中から出された。呉広は毒矢に当たり、ひとたび息絶えた後に蘇生した。総兵官のまま四川に駐屯した。7月、播州で賄賂を受け取ったと弾劾され、免官された。万暦29年（1601年）、死去した。四川総兵の官にもどされ、都督同知の位を追贈された。千戸の位を子孫の蔭官とされた。